# Motopark Academy
Motopark Academy es un equipo alemán de automovilismo fundado en 1998 por Timo Rumpfkeil, que tiene sede en Oschersleben, Alemania.

## Historia

### Inicios
El equipo ingresó en Fórmula Koenig, en 1999, una fórmula nacional para principiantes en Alemania para pilotos jóvenes que se gradúan de karting. En 2001, la Fórmula Renault 2.0 se agregó a la lista, seguida de la Fórmula 3 en 2009. Un año después, Motopark también se unió a la Porsche Supercup y la Formula Masters, una nueva serie para principiantes.

### GP2 y GP3 Series
Russian Time fue establecido por el expiloto de carreras y gerente ruso Igor Mazepa y el director del equipo Motopark Academy Timo Rumpfkeil en 2013. El equipo había buscado una entrada a la GP2 Series durante dos años antes de ser finalmente aceptado en 2013, reemplazando a iSport International. iSport International se retiró de la serie después de no haber podido asegurar un presupuesto para competir en la próxima temporada, por lo que su gerencia decidió cerrar el equipo para evitar la bancarrota.
El equipo ganó su primera carrera en solo su cuarta aparición, cuando Sam Bird ganó la carrera sprint de la ronda de Baréin. El equipo obtuvo una segunda victoria en las calles de Mónaco, con Bird terminando por delante de Kevin Ceccon después de que un choque de catorce autos en la primera vuelta obligó a nueve pilotos a salir de la carrera.
En 2014, el equipo estaba listo para hacer su debut en la GP3 Series, ocupando el puesto de Bamboo Engineering y continuar participando en la GP2, la Fórmula 3 Alemana y ADAC Fórmula Masters. Los preparativos del equipo para la temporada 2014 se vieron interrumpidos por la muerte de Mazepa por complicaciones relacionadas con una trombosis en febrero de 2014.
El 18 de febrero de 2014, se anunció que Motopark había terminado su asociación con Russian Time, dejando el cargo de esos pilotos se inscribieron para las temporadas de GP2 y GP3 de 2014, en el limbo.

## Resultados

### Categorías actuales

#### Eurofórmula Open
| Temporada | Monoplaza               | Piloto              | Carreras | Victorias | Poles | VR | Podios | Puntos | Pos. | Pos. |
| --------- | ----------------------- | ------------------- | -------- | --------- | ----- | -- | ------ | ------ | ---- | ---- |
| 2019      | Dallara F317-Volkswagen | Marino Sato         | 16       | 9         | 6     | 5  | 11     | 307    | 1.º  | 1.º  |
| 2019      | Dallara F317-Volkswagen | Liam Lawson         | 14       | 4         | 2     | 1  | 7      | 179    | 2.º  | 1.º  |
| 2019      | Dallara F317-Volkswagen | Yuki Tsunoda        | 14       | 1         | 0     | 3  | 6      | 151    | 4.º  | 1.º  |
| 2019      | Dallara F317-Volkswagen | Julian Hanses       | 12       | 0         | 1     | 0  | 4      | 98     | 8.º  | 1.º  |
| 2019      | Dallara F317-Volkswagen | Cameron Das         | 10       | 0         | 0     | 1  | 0      | 54     | 12.º | 1.º  |
| 2019      | Dallara F317-Volkswagen | Toshiki Oyu         | 2        | 2         | 2     | 0  | 2      | 52     | 14.º | 1.º  |
| 2019      | Dallara F317-Volkswagen | Enaam Ahmed         | 2        | 0         | 0     | 1  | 2      | 37     | 15.º | 1.º  |
| 2019      | Dallara F317-Volkswagen | Dennis Hauger       | 2        | 0         | 0     | 0  | 0      | 18     | 19.º | 1.º  |
| 2019      | Dallara F317-Volkswagen | Niklas Krütten      | 6        | 0         | 0     | 0  | 0      | 14     | 20.º | 1.º  |
| 2020      | Dallara 320-Volkswagen  | Niklas Krütten      | 18       | 0         | 0     | 0  | 5      | 153    | 5.º  | 2.º  |
| 2020      | Dallara 320-Volkswagen  | Manuel Maldonado    | 18       | 0         | 0     | 0  | 4      | 153    | 4.º  | 2.º  |
| 2020      | Dallara 320-Volkswagen  | Cameron Das         | 14       | 0         | 0     | 1  | 2      | 123    | 6.º  | 2.º  |
| 2020      | Dallara 320-Volkswagen  | Ye Yifei            | 18       | 11        | 12    | 12 | 16     | 369    | 1.º  | 1.º  |
| 2020      | Dallara 320-Volkswagen  | Lukas Dunner        | 14       | 5         | 5     | 5  | 10     | 248    | 2.º  | 1.º  |
| 2020      | Dallara 320-Volkswagen  | Rui Andrade         | 18       | 0         | 0     | 0  | 0      | 28     | 14.º | 1.º  |
| 2021      | Dallara 320-Volkswagen  | Cameron Das         | 24       | 7         | 1     | 6  | 16     | 382    | 1.º  | 1.º  |
| 2021      | Dallara 320-Volkswagen  | Jak Crawford        | 16       | 8         | 4     | 12 | 10     | 304    | 3.º  | 1.º  |
| 2021      | Dallara 320-Volkswagen  | Christian Mansell † | 9        | 0         | 0     | 0  | 1      | 79     | 11.º | 1.º  |
| 2021      | Dallara 320-Volkswagen  | Roman Staněk        | 3        | 1         | 0     | 0  | 2      | 55     | 12.º | 1.º  |
| 2021      | Dallara 320-Volkswagen  | Reshad de Gerus     | 6        | 0         | 0     | 0  | 0      | 30     | 16.º | 1.º  |
| 2021      | Dallara 320-Volkswagen  | Vivien Keszthelyi   | 12       | 0         | 0     | 0  | 0      | 12     | 20.º | 1.º  |
| 2021      | Dallara 320-Volkswagen  | Matthias Lüthen     | 3        | 0         | 0     | 0  | 0      | 0      | 23.º | 1.º  |
| 2021      | Dallara 320-Volkswagen  | Louis Foster        | 24       | 3         | 2     | 4  | 13     | 315    | 2.º  | 2.º  |
| 2021      | Dallara 320-Volkswagen  | Nazim Azman         | 24       | 1         | 0     | 0  | 7      | 270    | 4.º  | 2.º  |
| 2021      | Dallara 320-Volkswagen  | Filip Kaminiarz     | 24       | 0         | 0     | 0  | 1      | 80     | 10.º | 2.º  |
| 2022      | Dallara 320-Volkswagen  | Oliver Goethe       | 26       | 11        | 7     | 12 | 18     | 499    | 1.º  | 2.º  |
| 2022      | Dallara 320-Volkswagen  | Frederick Lubin     | 26       | 1         | 0     | 2  | 9      | 301    | 4.º  | 2.º  |
| 2022      | Dallara 320-Volkswagen  | Alex García         | 26       | 0         | 0     | 0  | 1      | 116    | 7.º  | 2.º  |
| 2022      | Dallara 320-Volkswagen  | Vladislav Lomko     | 26       | 6         | 2     | 5  | 19     | 434    | 2.º  | 1.º  |
| 2022      | Dallara 320-Volkswagen  | Christian Mansell   | 26       | 3         | 1     | 3  | 15     | 381    | 3.º  | 1.º  |
| 2022      | Dallara 320-Volkswagen  | Josh Mason          | 26       | 3         | 0     | 1  | 7      | 278    | 5.º  | 1.º  |
| 2023      | Dallara 320-Volkswagen  | Noel León           |          |           |       |    |        |        |      |      |
| 2023      | Dallara 320-Volkswagen  | Bryce Aron          |          |           |       |    |        |        |      |      |
| 2023      | Dallara 320-Volkswagen  | Jakob Bergmeister   |          |           |       |    |        |        |      |      |

### Categorías anteriores

#### GP2 Series
| Temporada | Monoplaza          | Piloto       | Carreras | Victorias | Poles | VR | Puntos | Pos. | Pos. |
| --------- | ------------------ | ------------ | -------- | --------- | ----- | -- | ------ | ---- | ---- |
| 2013      | Dallara-Mecachrome | Sam Bird     | 22       | 5         | 2     | 3  | 181    | 2.º  | 1.º  |
| 2013      | Dallara-Mecachrome | Tom Dillmann | 22       | 0         | 1     | 2  | 92     | 10.º | 1.º  |

#### Fórmula 3 Euroseries
| Temporada | Monoplaza               | Piloto                 | Victorias | Poles | VR | Puntos | Pos.  | Pos. |
| --------- | ----------------------- | ---------------------- | --------- | ----- | -- | ------ | ----- | ---- |
| 2009      | Dallara F308-Mercedes   | Atte Mustonen          | 0         | 0     | 0  | 4      | 19.º  | 7.º  |
| 2009      | Dallara F308-Mercedes   | Christopher Zanella    | 0         | 0     | 0  | 11     | 13.º  | 7.º  |
| 2009      | Dallara F308-Mercedes   | Renger van der Zande   | 1         | 0     | 0  | 7      | 15.º  | 7.º  |
| 2010      | Dallara F308-Volkswagen | Adrian Quaife-Hobbs    | 0         | 0     | 0  | 7      | 13.º  | 4.º  |
| 2010      | Dallara F308-Volkswagen | Matias Laine           | 0         | 0     | 0  | 3      | 14.º  | 4.º  |
| 2010      | Dallara F308-Volkswagen | António Félix da Costa | 3         | 0     | 1  | 40     | 7.º   | 4.º  |
| 2010      | Dallara F308-Volkswagen | Kevin Magnussen        | 1         | 0     | 1  | 8      | 12.º  | 4.º  |
| 2010      | Dallara F308-Volkswagen | Mika Mäki              | 0         | 0     | 0  | 0      | 17.º  | 4.º  |
| 2010      | Dallara F308-Volkswagen | Tobias Hegewald        | 0         | 0     | 0  | 1      | 16.º  | 4.º  |
| 2010      | Dallara F308-Volkswagen | Christopher Zanella    | 0         | 0     | 0  | 2      | 15.º  | 4.º  |
| 2010      | Dallara F305-Volkswagen | Jimmy Eriksson         | 0         | 0     | 0  | 0      | N/A   | 4.º  |
| 2010      | Dallara F308-Volkswagen | Renger van der Zande   | 0         | 0     | 0  | 0      | N/A   | 4.º  |
| 2010      | Dallara F305-Volkswagen | Luís Sá Silva          | 0         | 0     | 0  | 0      | N/A   | 4.º  |
| 2011      | Dallara F308-Volkswagen | Jimmy Eriksson         | 0         | 0     | 0  | 93     | 9.º   | 4.º  |
| 2011      | Dallara F308-Volkswagen | Kimiya Sato            | 1         | 0     | 0  | 86     | 10.º  | 4.º  |
| 2011      | Dallara F308-Volkswagen | Gianmarco Raimondo     | 0         | 0     | 0  | 66     | 11.º† | 4.º  |
| 2011      | Dallara F308-Volkswagen | Kuba Giermaziak        | 0         | 0     | 0  | 29     | 12.º  | 4.º  |
| 2011      | Dallara F308-Volkswagen | Tom Dillmann           | 0         | 0     | 0  | 0      | N/A†  | 4.º  |
| 2011      | Dallara F308-Volkswagen | Artiom Markélov        | 0         | 0     | 0  | 0      | N/A   | 4.º  |

### Campeonato Europeo de Fórmula 3 de la FIA
| Temporada | Monoplaza               | Piloto                 | Carreras | Victorias | Poles | VR | Podios | Puntos | Pos.  | Pos. |
| --------- | ----------------------- | ---------------------- | -------- | --------- | ----- | -- | ------ | ------ | ----- | ---- |
| 2015      | Dallara F315-Volkswagen | Markus Pommer          | 33       | 1         | 0     | 1  | 2      | 116.5  | 10.º  | 7.º  |
| 2015      | Dallara F315-Volkswagen | Sam MacLeod            | 30       | 0         | 0     | 0  | 0      | 2      | 24.º  | 7.º  |
| 2015      | Dallara F314-Volkswagen | Nabil Jeffri           | 33       | 0         | 0     | 0  | 0      | 2      | 26.º  | 7.º  |
| 2015      | Dallara F314-Volkswagen | Mahaveer Raghunathan   | 27       | 0         | 0     | 0  | 0      | 0      | 39.º  | 7.º  |
| 2015      | Dallara F314-Volkswagen | Tanart Sathienthirakul | 3        | 0         | 0     | 0  | 0      | 0      | 40.º  | 7.º  |
| 2016      | Dallara F315-Volkswagen | Joel Eriksson          | 30       | 1         | 0     | 2  | 10     | 252    | 5.º   | 3.º  |
| 2016      | Dallara F315-Volkswagen | Niko Kari              | 30       | 1         | 0     | 0  | 5      | 129    | 10.º  | 3.º  |
| 2016      | Dallara F316-Volkswagen | Sérgio Sette Câmara    | 30       | 0         | 0     | 1  | 2      | 107    | 11.º  | 3.º  |
| 2016      | Dallara F314-Volkswagen | Guanyu Zhou            | 30       | 0         | 0     | 0  | 2      | 101    | 13.º  | 3.º  |
| 2017      | Dallara F315-Volkswagen | Joel Eriksson          | 30       | 3         | 2     | 2  | 14     | 139    | 2.º   | 3.º  |
| 2017      | Dallara F315-Volkswagen | Petru Florescu         | 6        | 0         | 0     | 0  | 0      | 0      | 23.º  | 3.º  |
| 2017      | Dallara F315-Volkswagen | Jüri Vips              | 3        | 0         | 0     | 0  | 0      | N/A    | NC    | 3.º  |
| 2017      | Dallara F316-Volkswagen | David Beckmann         | 21       | 0         | 0     | 0  | 0      | 45     | 16.º† | 3.º  |
| 2017      | Dallara F314-Volkswagen | Marino Sato            | 30       | 0         | 0     | 0  | 0      | 1      | 17.º  | 3.º  |
| 2017      | Dallara F317-Volkswagen | Keyvan Andres          | 30       | 0         | 0     | 0  | 0      | 0      | 21.º  | 3.º  |
| 2018      | Dallara F318-Volkswagen | Dan Ticktum            | 30       | 4         | 4     | 1  | 8      | 308    | 2.º   | 2.º  |
| 2018      | Dallara F315-Volkswagen | Jüri Vips              | 30       | 4         | 3     | 6  | 7      | 284    | 4.º   | 2.º  |
| 2018      | Dallara F315-Volkswagen | Jonathan Aberdein      | 30       | 0         | 0     | 1  | 3      | 108    | 12.º  | 2.º  |
| 2018      | Dallara F316-Volkswagen | Fabio Scherer          | 30       | 0         | 1     | 2  | 1      | 64     | 14.º  | 2.º  |
| 2018      | Dallara F314-Volkswagen | Marino Sato            | 30       | 0         | 0     | 0  | 0      | 31.5   | 16.º  | 2.º  |
| 2018      | Dallara F318-Volkswagen | Sebastián Fernández    | 30       | 0         | 0     | 0  | 0      | 5      | 21.º  | 2.º  |